# Parque nacional Ben Boyd
Beowa es un parque nacional en Nueva Gales del Sur (Australia), ubicado a 382 km al sur de Sídney. Antiguamente llevaba el nombre del inversionista Ben Boyd quien tuvo propiedades en la costa sur de Nueva Gales del Sur relacionadas con la agricultura y la pesca de ballenas. Ordenó la construcción de una torre en piedra caliza que permitía observar el acercamiento de ballenas hacia el puerto de Eden. En noviembre de 2021 se anunció el cambio de denominación para el Parque Nacional Ben Boyd, el cual pasó a llamarse Parque Nacional Beowa a partir de septiembre de 2022.

## Algunos puntos de interés
- Torre Ben Boyd y sus alrededores.
- Caminata Light to Light, entre la torre Boyd y el faro Green Cape. Se puede observar focas, aves marinas y ballenas.
- Caminata entre la torre Boyd y Saltwater Creek
- Estación Davidson de caza de ballenas.
- Ruinas en la bahía de Bittangabee
- Caminata de la bahía de Bittangabee a Green Cape.
- Caminata por los pináculos.

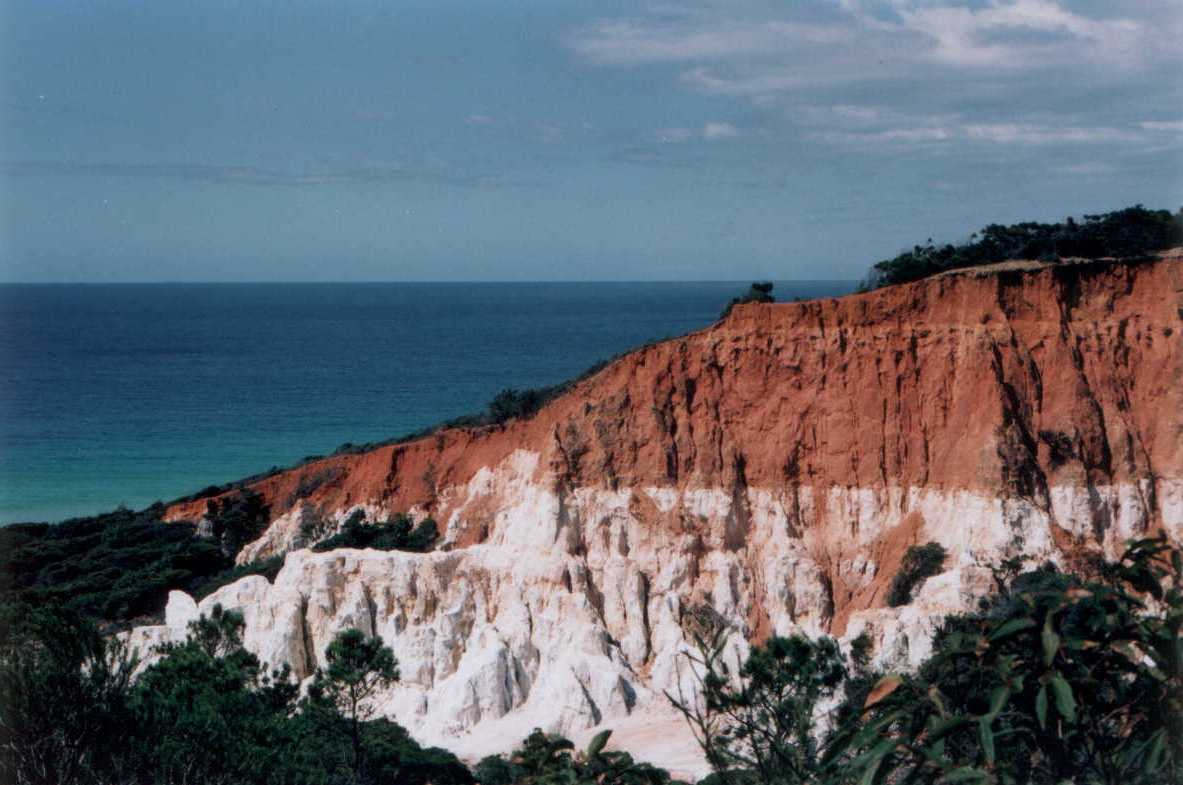
Pináculos, con arena blanca cubierta por la arcilla roja.